# Vicky Vilagos
Victoria Vilagos dite Vicky Vilagos, née le 17 avril 1963 à Brampton (Ontario), est une pratiquante de natation synchronisée canadienne.

## Palmarès
Vicky Vilagos évolue en duo avec sa sœur jumelle Penny Vilagos. Elles remportent une médaille d'argent aux Jeux panaméricains de 1983 à Caracas. Les sœurs jumelles sont vice-championnes olympiques en duo aux Jeux olympiques de 1992 se tenant à Barcelone.